# آتش‌سوزی در کشتی تفریحی ام‌وی کانسپشن
آتش‌سوزی در کشتی تفریحی ام وی کانسپشن (انگلیسی: Sinking of MV Conception) در روز دوم سپتامبر ۲۰۱۹ رخ داد. این کشتی در بندر پلاتس واقع در جزیره سانتا کروز کالیفرنیا لنگر انداخته بود که دچار حریق گردیده و غرق شد. هنگام وقوع آتش‌سوزی در ساعت ۳ بامداد بیش از ۳۰ مسافر کشتی در زیر عرشه خوابیده بودند، ۵ خدمه کشتی از خواب بیدار شده و بلافاصله با قایق اقدام به فرار کردند، اما سرنشینان کشتی طعمه حریق شدند. این حادثه ۳۴ کشته و ۵ مصدوم بر جای گذاشت.